# Mišo Cebalo
Mišo Cebalo est un joueur d'échecs yougoslave puis croate né le 6 février 1945 à Zagreb (Croatie) et mort le 2 septembre 2022 dans la même ville, grand maître international ayant remporté le championnat du monde d'échecs senior en 2009.

## Tournois individuels
Mišo Cebalo participa pour la première fois au championnat de Croatie en 1965. En 1985, il finit à la première place ex æquo avec Slavoljub Marjanović, mais perdit le départage. En 2004, il finit troisième du championnat croate.
En 1975, il remporta l'open du festival d'échecs de Bienne.
En 1985, il remporta le tournoi zonal de Kavala en Grèce. Lors du tournoi interzonal de Taxco au Mexique, il marqua la moitié des points (7,5/15) et finit à la 6e-7e place (seuls les quatre premiers étaient qualifiés pour le tournoi des candidats au championnat du monde).
Il fut troisième du tournoi de grands maîtres du festival d'échecs de Bienne en 1986, ex æquo avec Vlastimil Hort.
Dans les années 1990 et 2000, Cebalo remporta les tournois de :
- Zagreb en 1990 et 1995 ;
- Milan en 1996 et 2001.

En 2001-2002, il finit 1er-4e du tournoi d'échecs de Reggio Emilia. L'année suivante, il fut deuxième ex æquo du tournoi.
En 2008, il remporta la médaille de bronze au championnat du monde sénior et la médaille de bronze au championnat d'Europe sénior. L'année suivante, il fut champion du monde sénior 2009.
Au 1er août 2017, il était le 92e joueur croate avec un classement Elo de 2 304 points.

## Compétitions par équipe
Mišo Cebalo a représenté la Yougoslavie lors du championnat d'Europe d'échecs des nations de 1983. Il jouait comme deuxième échiquier de réserve et remporta la médaille d'argent par équipe. En 1992, il joua au quatrième échiquier de la Croatie lors du championnat d'Europe (son équipe finit septième). La même année, lors de l'olympiade d'échecs de 1992, il jouait au premier échiquier et la Croatie finit à nouveau septième, le meilleur résultat d'une équipe croate lors des olympiades.